# Клизма и дерьмо
«Клизма и дерьмо» (англ. Douche and Turd) — эпизод 808 (№ 119) сериала «Южный Парк», его премьера состоялась 27 октября 2004 года. Эпизод вышел накануне выборов Президента США и является их сатирическим отображением — выборы президента сравниваются с «выбором талисмана школы, между гигантской клизмой (Джон Керри) и сэндвичем с дерьмом (Джордж Буш-младший)».

## Сюжет
Общество защиты животных протестует против использования коровы в качестве талисмана футбольной команды начальной школы города. Замученная нападениями эко-активистов администрация школы решает выбрать новый талисман, для чего мистер Гаррисон на уроке раздает детям списки новых кандидатур; однако дети, которых вполне устраивал старый талисман, решают саботировать выборы. Кайл предлагает подговорить всех остальных не отмечать в списке никого из предложенных, вписав вместо них нового кандидата — «гигантскую клизму». Картман тут же крадёт у него идею, предлагая своего кандидата, по его версии куда более остроумного — «сэндвич с дерьмом». Стэн вообще не хочет участвовать в таких выборах. За это его ругают родители и даже угрожает убить рэпер Пафф Дэдди. Из-за этого у Стэна не остаётся другого выхода, но он делает свой выбор в пользу сэндвича с дерьмом, что не устраивает Кайла. В результате Стэн отказывается голосовать окончательно, и его приговаривают к депортации из города — пока он не согласится проголосовать или не умрёт. Стэна привязывают к лошади, надевают на голову ведро и отправляют лошадь идти куда ей заблагорассудится. Бесцельно бредущая с привязанным Стэном лошадь забредает в лесную коммуну к членам PETA, которые гораздо больше любят и ценят животных, чем людей. Один из членов коммуны объясняет Стэну, что во все времена люди и выбирали между сэндвичем с дерьмом и клизмой, потому что только подобные персонажи могли пробиться наверх в политике, и истинная суть выборов в том, чтобы научиться выбирать между ними. За этой речью их и застает Пафф Дэдди, решивший всё-таки прикончить Стэна за отказ участвовать в выборах, однако его шубу из натурального меха тут же обливает ведром с кровью один из активистов. Пафф Дэдди и его банда убивают всех в посёлке, а Стэн возвращается в город и голосует за сэндвич с дерьмом. После этого оказывается, что с большим отрывом выиграла клизма. Стэн возмущён тем, что его заставили через столькое пройти, хотя его голос не имел значения. Родители говорят ему, что он так и не понял сути голосования и что каждый голос имеет значение. В этот момент в школу заходит мистер Гаррисон с окровавленной футболкой PETA в руках и радостной вестью: все защитники животных мертвы, а значит, их талисманом может остаться корова. Все радуются, и Рэнди говорит Стэну: «А вот теперь твой голос ничего не значит».